# Fähre Ruthe
Die Fähre Ruthe in Ruthe war eine im 19. Jahrhundert unterhaltene Fährverbindung über die Leine. Sie wurde erstmals zur Zeit des Königreichs Hannover im Jahr 1832 betrieben, als anhaltender Eisgang die Ruther Leinebrücke zerstört hatte. Der heutige Sarstedter Stadtteil Ruthe war damals Amtssitz des Amts Ruthe.
Das erste Fährschiff wurde von dem in Linden bei Hannover ansässigen Schiffbauer und Schiffer „Mattfeldt“ mit einer Länge von 28 Fuß und einer Breite von 7 Fuß für den Preis von 600 Talern gebaut. Zum Betrieb setzte die Königliche Domänenkammer den Fährmann Bradenstahl ein bei einem Salär von 123 Talern jährlich.
1853 wurde ein weiteres Fährschiff erworben, diesmal von dem Schiffsbauer Hartje aus Limmer. Nach dem Tod des Fährmanns Bradenstahl führte dessen Witwe den Fährbetrieb mit Hilfe des von ihr engagierten Fährmanns Wolf weiter, bis in der Gründerzeit des Deutschen Kaiserreichs im Jahr 1873 eine neue Ruther Leinebrücke errichtet wurde und den Fährbetrieb überflüssig machte.